# مدار معادل
در مهندسی برق منظور از مدار معادل مداری تئوری است که تمامی خواص الکتریکی یک مدار داده شده را حفظ کند. غالباً به دنبال مدار معادلی هستیم که ساده‌ترین حالت یک مدار پیچیده‌تر باشد تا عمل تحلیل را ساده‌تر کند.
برای مدارهایی که دو پایانه دارند، دو مدار معال بسیار مشهور وجود دارد:
1. مدار معادل تونن که یک مدار دوپایانه‌ای را به یک منبع ولتاژ و یک امپدانس تونن سری شده با آن تقلیل می‌دهد.
2. مدار معادل نورتون که یک مدار دو پایانه‌ای را به یک منبع جریان و یک امپدانس نورتون موازی با آن تقلیل می‌دهد.